# Demolitore
Il demolitore, o impresa demolitrice, è l'impresa che ricopre la funzione di demolizione in un determinato ambito.

## Nelle costruzioni
In ambito civile tali imprese sono addette all'abbattimento dei edifici, in modo da poter essere sostituiti da altri edifici o adibire una nuova funzione al lotto.

## Nei trasporti

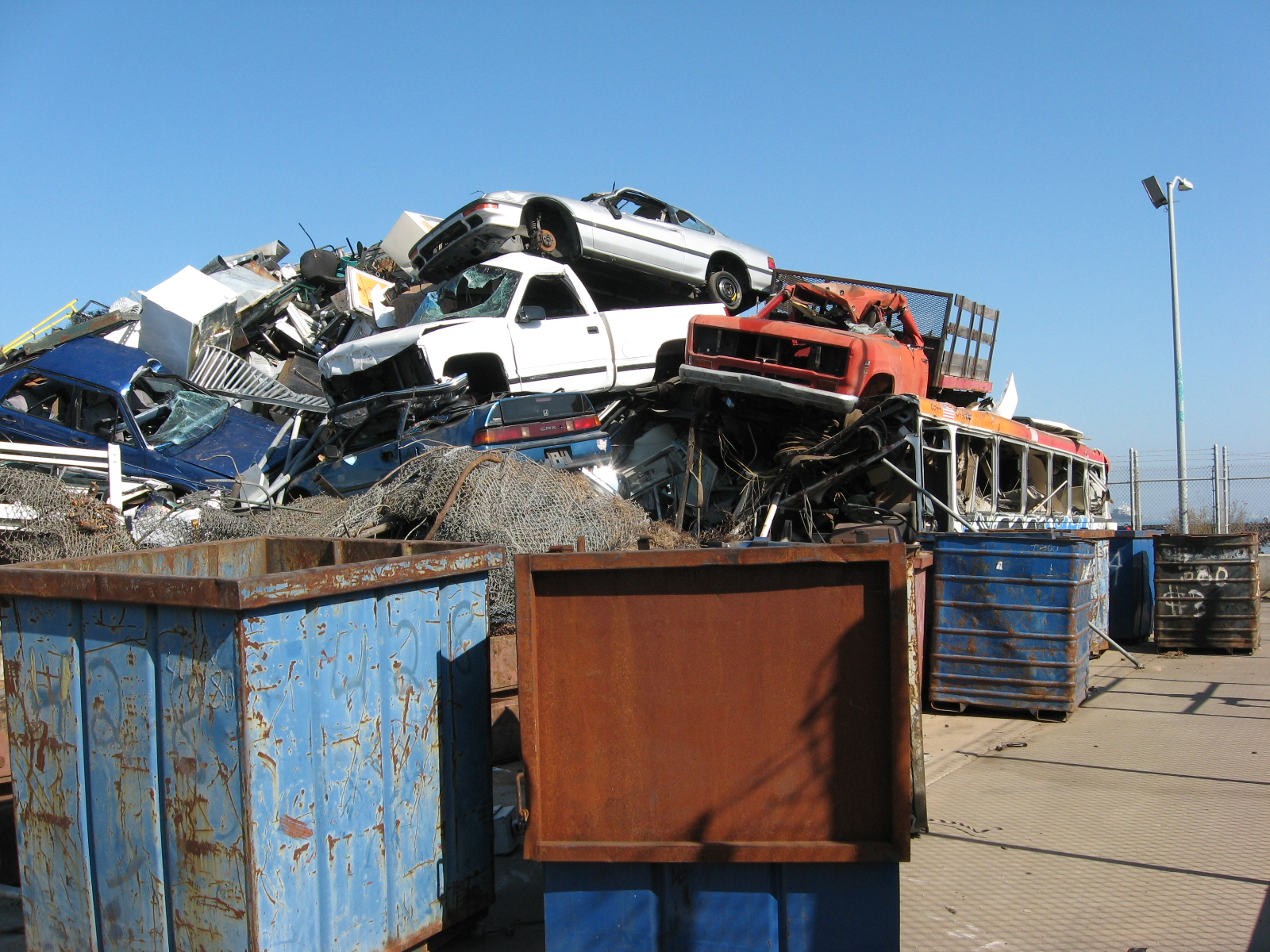
Uno sfasciacarrozze

In questo ambito viene definito come  Centro di Raccolta Veicoli Fuori Uso, il quale ritira e smaltisce i mezzi stradali non più circolanti e in fase di rottamazione (autoveicoli, motociclette, camion, ecc. ma in taluni casi anche elettrodomestici) a seguito di radiazione dal Pubblico registro automobilistico.
Al riguardo, la normativa principale in Italia è il decreto legislativo n. 209 del 24 giugno 2003 "Attuazione della direttiva 2000/53/CE relativa ai veicoli fuori uso" che disciplina le modalità con cui debbono essere trattati i veicoli fuori uso.

### Funzione
I veicoli ritirati vengono spogliati delle parti riutilizzabili (cerchi, cruscotti, sedili e altro), ripuliti dagli oli non riciclabili e dalle batterie per il necessario smaltimento a norma di legge e quindi pressati e rivenduti a peso ad aziende operanti nel settore della siderurgia. Non di rado però i lamierati e le scocche nude ancora integre vengono stoccate e quindi vendute a uso ricambio di carrozzeria.

### Requisiti per la demolizione
Per accedere alla fase di rottamazione ed essere successivamente demolito, il veicolo non dev'essere più registrato presso il P.R.A., è detto perciò "radiato".